# Liste der Pfarren im Stadtdekanat 17 (Erzdiözese Wien)
Das Stadtdekanat 17 ist ein Dekanat im Vikariat Wien Stadt der römisch-katholischen Erzdiözese Wien.
Es umfasst vier Pfarren im 17. Wiener Gemeindebezirk Hernals mit rund 21.500 Katholiken. Die Kapelle im Leopold-Ungar-Haus der Pfarre Sühnekirche befindet sich 16. Wiener Gemeindebezirk Ottakring.

## Pfarren mit Kirchengebäuden und Kapellen
- Ink. … Inkorporation

| Pfarrverband | Pfarre       | Ink.                     | Seit               | Patrozinium                                | Kirchengebäude und Kapellen |                     |
| ------------ | ------------ | ------------------------ | ------------------ | ------------------------------------------ | --- | ------------------- |
| Hernals      | Dornbach     |                          | 1226               | St. Peter und Paul                         | Pfarrkirche: Pfarrkirche Dornbach Schafbergkirche, Kapelle im Krankenhaus Göttlicher Heiland, St.-Anna-Kapelle, Maria-Einsiedeln-Kapelle Salmannsdorf, Herz-Jesu-Kapelle im Mutterhaus der Missionsschwestern Königin der Apostel |                     |
| Hernals      | Hernals      |                          | vor 1252, neu 1625 | St. Bartholomäus                           | Pfarrkirche: Kalvarienbergkirche | Kalvarienbergkirche |
| Hernals      | Sühnekirche  | Arnsteiner Patres (SSCC) | 1937               | Heiligstes Herz Jesu                       | Pfarrkirche: Herz-Jesu-Sühnekirche Kapelle im Leopold-Ungar-Haus |                     |
|              | Marienpfarre | Redemptoristen (CSsR)    | 1937               | Maria, Mutter von der immerwährenden Hilfe | Pfarrkirche: Redemptoristenkirche Kapelle in der Caritas-Socialis-Station Geblergasse |                     |

### Diözesaner Entwicklungsprozess
Am 29. November 2015 wurden für alle Pfarren der Erzdiözese Wien Entwicklungsräume definiert. Die Pfarren sollen in den Entwicklungsräumen stärker zusammenarbeiten, Pfarrverbände oder Seelsorgeräume bilden. Am Ende des Prozesses sollen aus den Entwicklungsräumen neue Pfarren entstehen. Das Stadtdekanat 17 bildet einen Entwicklungsraum.